# Championnat de France Nationale A de grand chistera
 (janvier 2019).
Si vous disposez d'ouvrages ou d'articles de référence ou si vous connaissez des sites web de qualité traitant du thème abordé ici, merci de compléter l'article en donnant les références utiles à sa vérifiabilité et en les liant à la section « Notes et références ».
Le Championnat de France Nationale A de grand chistera est une compétition de pelote basque qui constitue le plus haut échelon national de cette discipline. Malgré son existence depuis 1910, il est créé officiellement en 1925 par la Fédération française de pelote basque (FFPB). Il se déroule annuellement sous la forme d'un championnat regroupant les meilleurs clubs de France. La compétition commence généralement en mai et se termine à la mi-août, à l'occasion de la grande semaine de pelote basque.  

## Palmarès par club
|    | Club                        | Titres de champion | Titres de finaliste |
| -- | --------------------------- | ------------------ | ------------------- |
| 1  | Olharroa Guéthary           | 31                 | 22                  |
| 2  | Kostakoak de Bidart         | 25                 | 16                  |
| 3  | S.A Mauléonais              | 12                 | 7                   |
| 4  | Biarritz A.C                | 10                 | 8                   |
| 5  | Section Paloise             | 9                  | 12                  |
| 6  | Stade Salisien              | 3                  | 5                   |
| 7  | Lagun Artean Mourenx        | 2                  | 4                   |
| 8  | Biarritz Stade              | 2                  | 2                   |
| 9  | S.C.U.F Paris               | 2                  | 2                   |
| 10 | Arin Luzien                 | 2                  | 0                   |
| 11 | Club Français du Chistera   | 2                  | 0                   |
| 12 | A.S Hossegor                | 1                  | 3                   |
| 13 | Biarritz Olympique          | 1                  | 3                   |
| 14 | Stade Français              | 1                  | 2                   |
| 15 | Aviron Bayonnais            | 1                  | 1                   |
| 16 | Amicale Donibandarrak       | 1                  | 0                   |
| 17 | Cercle Basque de Toulouse   | 1                  | 0                   |
| 18 | Goïzeko Izarra              | 0                  | 3                   |
| 19 | Club Athlétique XIV°        | 0                  | 2                   |
| 20 | B.N.C.I Paris               | 0                  | 2                   |
| 21 | Girondins de Bordeaux       | 0                  | 2                   |
| 22 | U.S Cambo                   | 0                  | 2                   |
| 23 | A.C Boulogne-Billancourt    | 0                  | 1                   |
| 24 | Bagnères                    | 0                  | 1                   |
| 25 | J.S Tarbaise                | 0                  | 1                   |
| 26 | Paris Pelote Basque         | 0                  | 1                   |
| 27 | Royan O.C                   | 0                  | 1                   |
| 28 | S.A Montrouge               | 0                  | 1                   |
| 29 | Société Nautique de Bayonne | 0                  | 1                   |
| 30 | Xistera                     | 0                  | 1                   |

## Palmarès par édition
| Date       | Lieu                    | Club Champion             | Joueurs                                                  | Club Finaliste           | Joueurs                                                    | Score |
| ---------- | ----------------------- | ------------------------- | -------------------------------------------------------- | ------------------------ | ---------------------------------------------------------- | ----- |
| 19/08/2023 | Hossegor                | Kostakoak de Bidart       |                                                          |                          |                                                            |       |
| 19/08/2022 | Arcachon                | Kostakoak de Bidart       | Jérôme Amati Yon Belly Stéphane Amati                    | Olharroa Guéthary        | Théo Etchegaray Xabi Otegui Alexandre Businello            | 40-32 |
| 20/08/2021 | Bidart                  | Olharroa Guéthary         | Ludovic Laduche Xabi Otegui Alexandre Businello          | Kostakoak de Bidart      | Jérôme Amati Yon Belly Yann Millat                         | 40-22 |
| 23/08/2020 | Bidart                  | Kostakoak de Bidart       | Jérôme Amati Yon Belly Mathieu Alegre                    | Olharroa Guéthary        | Christian Zamora Xabi Otegui Ludovic Laduche               | 40-32 |
| 14/08/2019 | Saint-Jean-de-Luz       | Olharroa Guéthary         | Christian Zamora Romain Chapelteguy Ludovic Laduche      | Kostakoak de Bidart      | Laurent Garcia Andoni Laloo Thibault Basque                | 40-33 |
| 18/08/2018 | Bidart                  | Kostakoak de Bidart       | Laurent Garcia Andoni Laloo Thibault Basque              | Kostakoak de Bidart      | Jérôme Amati Yon Belly Mathieu Alegre                      | 40-17 |
| 17/08/2017 | Bidart                  | A.S Hossegor              | Mickaël Lesbats Yann Millat Mathieu Alegre               | Kostakoak de Bidart      | Laurent Garcia Thibault Basque Matthieu Errandonea         | 40-22 |
| 08/08/2016 | Hossegor                | Olharroa Guéthary         | Ludovic Laduche Romain Chapelteguy Julien Ihistague      | A.S Hossegor             | Mickaël Lesbats Yann Millat Mathieu Alegre                 | 40-31 |
| 12/08/2015 | Saint-Palais            | Kostakoak de Bidart       | Laurent Garcia Yon Belly Stéphane Amati                  | Kostakoak de Bidart      | Jérôme Amati Patrice Amati Matthieu Errandonea             | 40-31 |
| 14/08/2014 | Bidart                  | Kostakoak de Bidart       | Jérôme Amati Patrice Amati Matthieu Errandonea           | Olharroa Guéthary        | Ludovic Laduche Christian Zamora Gorka Bergaretxe          | 40-21 |
| 16/08/2013 | Saint-Jean-Pied-de-Port | Olharroa Guéthary         | Romain Chapelteguy Christian Zamora Bastien Irastorza    | Xistera St J.de.Luz      | Xalbat Garat Jokin Garat Julien Ihitsague                  | 40-16 |
| 12/08/2012 | Bidart                  | Kostakoak de Bidart       | Jérôme Amati Stéphane Amati Patrice Berdoulay            | Olharroa Guéthary        | Philippe Otegui Christian Zamora Didier Laduche            | 40-25 |
| 09/08/2011 | Salies-de-Béarn         | Kostakoak de Bidart       | Thierry Darribat Stéphane Amati Patrice Berdoulay        | Olharroa Guéthary        | Romain Chapelteguy Patrice Amati Gorka Bergaretxe          | 40-38 |
| 08/08/2010 | Bidart                  | Olharroa Guéthary         | Romain Chapelteguy Patrice Amati Nicolas Etcheto         | Olharroa Guéthary        | Philippe Otegui Christian Zamora Didier Laduche            | 40-27 |
| 09/08/2009 | Saint-Jean-Pied-de-Port | Olharroa Guéthary         | Romain Chapelteguy Christian Zamora Nicolas Etcheto      | Kostakoak de Bidart      | Thierry Darribat Olivier Echegaray Patrice Berdoulay       | 45-34 |
| 10/08/2008 | Bidart                  | Olharroa Guéthary         | Romain Chapelteguy Christian Zamora Nicolas Etcheto      | Olharroa Guéthary        | Philippe Otegui Albert Iturria Didier Laduche              | 45-35 |
| 10/08/2007 | Arcachon                | Olharroa Guéthary         | Philippe Otegui Christian Zamora Didier Laduche          | Kostakoak de Bidart      | Thierry Darribat Patrice Amati Patrice Berdoulay           | 45-43 |
| 13/08/2006 | Bidart                  | Kostakoak de Bidart       | Thierry Darribat Patrice Amati Patrice Berdoulay         | Kostakoak de Bidart      | Jérôme Amati Olivier Echegaray Thierry Laloo               | 45-27 |
| 12/08/2005 | Arcachon                | Olharroa Guéthary         | Philippe Otegui Christian Zamora Didier Laduche          | Kostakoak de Bidart      | Patrice Amati Peio Exposito Patrice Berdoulay              | 45-38 |
| 10/08/2004 | Bidart                  | Kostakoak de Bidart       | Thierry Darribat Xalbat Garat Jokin Garat                | Section Paloise          | Laurent Alliez Arnaud Alliez Didier Biraben                | 45-41 |
| 13/08/2003 | Saint-Jean-de-Luz       | Kostakoak de Bidart       | Laurent Garcia Peio Exposito Patrice Berdoulay           | Kostakoak de Bidart      | Thierry Darribat Xalbat Garat Thierry Laloo                | 45-42 |
| 16/08/2002 | Bidart                  | Kostakoak de Bidart       | Thierry Darribat Xalbat Garat Thierry Laloo              | Section Paloise          | Laurent Alliez Arnaud Alliez Christophe Pierrou            | 45-23 |
| 14/08/2001 | Hossegor                | Olharroa Guéthary         | Christian Zamora Albert Iturria Francis Dubertrand       | Kostakoak de Bidart      | Thierry Darribat Olivier Echegaray Thierry Laloo           | 45-40 |
| 13/08/2000 | Saint-Jean-de-Luz       | Kostakoak de Bidart       | Laurent Garcia Xalbat Garat Patrice Berdoulay            | Olharroa Guéthary        | Didier Laduche Albert Iturria Francis Dubertrand           | 45-26 |
| 13/08/1999 | Bidart                  | Olharroa Guéthary         | Didier Laduche Albert Iturria Francis Dubertrand         | Kostakoak de Bidart      | Thierry Darribat Olivier Echegaray Thierry Laloo           | 45-33 |
| 14/08/1998 | Bidart                  | Olharroa Guéthary         | Didier Laduche Albert Iturria Francis Dubertrand         | Section Paloise          | Laurent Alliez Jean-Marc Olharan Christophe Pierrou        | 45-36 |
| 13/08/1997 | Hossegor                | Kostakoak de Bidart       | Laurent Garcia Xalbat Garat Eric Irastorza               | Olharroa Guéthary        | Philippe Otegui Albert Iturria Didier Laduche              | 45-21 |
| 17/08/1996 | Pau                     | Kostakoak de Bidart       | Laurent Garcia Xalbat Garat Eric Irastorza               | Olharroa Guéthary        | Christian Zamora Philippe Otegui Francis Dubertrand        | 45-26 |
| 11/08/1995 | Bidart                  | Olharroa Guéthary         | Christian Zamora Didier Laduche Albert Iturria           | Kostakoak de Bidart      | Thierry Darribat Hervé Caudal Thierry Laloo                | 45-17 |
| 06/08/1994 | Arcachon                | Olharroa Guéthary         | Christian Zamora Philippe Otegui Albert Iturria          | Kostakoak de Bidart      | Thierry Darribat Hervé Caudal Eric Irastorza               | 45-37 |
| 13/08/1993 | Bidart                  | Olharroa Guéthary         | Christian Zamora Patrick Cuvet Albert Iturria            | Kostakoak de Bidart      | Thierry Darribat Hervé Caudal Eric Irastorza               | 45-25 |
| 21/08/1992 | Pau                     | Biarritz A.C              | Philippe Ferran Vincent Carvalho Jean-Louis Deliez       | A.S Hossegor             | Philippe Etcheverry Lilian Mendibourre Patrick Etcheverry  | 45-32 |
| 14/08/1991 | Saint-Jean-de-Luz       | Biarritz A.C              | Philippe Ferran Pierre Bordes Jean-Louis Deliez          | Lagun Artean Mourenx     | Laurent Fruitier Christian Fordin Gilles Peyre             | 45-37 |
| 13/08/1990 | Bidart                  | Kostakoak de Bidart       | Thierry Darribat Hervé Caudal Thierry Laloo              | Lagun Artean Mourenx     | Laurent Fruitier Christian Fordin Gilles Peyre             | 45-36 |
| 17/08/1989 | Saint-Jean-de-Luz       | Olharroa Guéthary         | Albert Iturria Christian Arana Bruno Maya                | Lagun Artean Mourenx     | Laurent Fruitier Christian Fordin Gilles Peyre             | 45-36 |
| 11/08/1988 | Saint-Jean-de-Luz       | Biarritz A.C              | Philippe Ferran Louis Cartatéguy Jean-Louis Deliez       | Lagun Artean Mourenx     | Laurent Fruitier Christian Fordin Gilles Peyre             | 45-42 |
| 15/08/1987 | Saint-Palais            | Kostakoak de Bidart       | Philippe Etcheverry Hervé Caudal Patrick Etcheverry      | Olharroa Guéthary        | Albert Iturria Christian Arana Bruno Maya                  | 45-17 |
| 16/08/1986 | Pau                     | Lagun Artean Mourenx      | Laurent Fruitier Philippe Iratchet Gilles Peyre          | Olharroa Guéthary        | Albert Iturria Daniel Burguete Bruno Maya                  | 45-25 |
| 16/08/1985 | Cannes                  | Kostakoak de Bidart       | Philippe Etcheverry Hervé Caudal Patrick Etcheverry      | Biarritz A.C             | Pierre Echeverria Louis Cartatéguy Jean-Louis Deliez       | 45-31 |
| 18/08/1984 | Bidart                  | Biarritz A.C              | Pierre Echeverria Louis Cartatéguy Jean-Louis Deliez     | Olharroa Guéthary        | Christian Arana Gérard Burguete Bruno Maya                 | 45-33 |
| 15/08/1983 | Bidart                  | Biarritz A.C              | Pierre Echeverria Louis Cartatéguy Jean-Louis Deliez     | Kostakoak de Bidart      | Philippe Etcheverry Hervé Caudal Patrick Etcheverry        | 45-40 |
| 12/08/1982 | Bagnères-de-Luchon      | Kostakoak de Bidart       | Philippe Etcheverry Hervé Caudal Patrick Etcheverry      | A.S Hossegor             | André Exposito Pierre Fourneau Jean-Louis Deliez           | 45-35 |
| 10/08/1981 | Arcachon                | Kostakoak de Bidart       | Philippe Etcheverry Hervé Caudal Patrick Etcheverry      | Goïzeko Izarra           | Christian Saldubéhère Pierre Garbayo Arnaud Garbayo        | 45-29 |
| 12/08/1980 | Saint-Jean-Pied-de-Port | Kostakoak de Bidart       | Jean-Pierre Etchelecou Laduche Pascal Bédère             | Section Paloise          | Jean-Marc Olharan Gérard Pierrou Pierre Badets             | 45-38 |
| 18/08/1979 | Hossegor                | Kostakoak de Bidart       | Jean-Pierre Etchelecou Laduche Pascal Bédère             | Biarritz A.C             | Pierre Echeverria Louis Cartatéguy Laporte                 | 45-18 |
| 12/08/1978 | Saint-Jean-de-Luz       | Lagun Artean Mourenx      | Etchenique Duplaa Heuga                                  | Olharroa Guéthary        | Pierre Laffargue Daniel Burguete Lamerain                  | 45-41 |
| 13/08/1977 | Pau                     | Olharroa Guéthary         | Gratien Iriarte Pierre Laffargue Lamerain                | Olharroa Guéthary        | Etchenique Béhasteguy Christian Arana                      | 45-29 |
| 22/08/1976 | Bidart                  | Olharroa Guéthary         | Gratien Iriarte Pierre Laffargue Laduche                 | A.C Boulogne-Billancourt | Alain Piquet Henri Fanion Bernard Scatena                  | 45-20 |
| 16/08/1975 | Hossegor                | Biarritz A.C              | Jean-Pierre Abeberry Louis Cartatéguy Francis Etcheverry | Olharroa Guéthary        | Gratien Iriarte Christian Montfort Laduche                 | 45-32 |
| 24/08/1974 | Pau                     | Olharroa Guéthary         | Gratien Iriarte Christian Montfort Laduche               | Section Paloise          | Gérard Pierrou Casty Christian Loustaudine                 | 45-31 |
| 15/08/1973 | Tardets                 | S.A Mauléonais            | René Glaria Aguer                                        | Section Paloise          | Gérard Pierrou Christian Loustaudine Pierre Badets         |       |
| 15/08/1972 | Saint-Jean-de-Luz       | Section Paloise           | Gérard Pierrou Christian Loustaudine Pierre Badets       | Biarritz A.C             | Dominique Boutineau Jean-Pierre Abeberry Pierre Echeverria | 45/30 |
| 14/08/1971 | Pau                     | Section Paloise           | Gérard Pierrou Christian Loustaudine Pierre Badets       | Goïzeko Izarra           | Arnaud Garbayo Jean Cavier Ibargaray                       | 45/41 |
| 09/08/1970 | Saint-Jean-Pied-de-Port | Biarritz A.C              | Dominique Boutineau Eric Berniolles Gabriel Borra        | Olharroa Guéthary        | Jean-Louis Galardi Georges Bagalciague Jean-Pierre Miura   | 50/44 |
| 07/08/1969 | Bayonne                 | Biarritz A.C              | Dominique Boutineau Pierre Fourneau Gabriel Borra        | Olharroa Guéthary        | Jean-Louis Galardi Marcel Gelos Jean-Pierre Miura          | 50/28 |
| 04/08/1968 | Saint-Jean-de-Luz       | Kostakoak de Bidart       | Gérard Garat Jean Jaccachoury Billy Beheretche           | Biarritz A.C             | Dominique Boutineau Pierre Fourneau Gabriel Borra          | 50/25 |
| 15/08/1967 | Pau                     | Kostakoak de Bidart       | Gérard Garat Jean Jaccachoury Billy Beheretche           | Biarritz A.C             | Dominique Boutineau Pierre Fourneau Gabriel Borra          | 50/   |
| 12/08/1966 | Hossegor                | Kostakoak de Bidart       | Gérard Garat Jean Jaccachoury Billy Beheretche           | Biarritz A.C             | Dominique Boutineau Sabalette Gabriel Borra                | 50/24 |
| 06/08/1965 | Salies-de-Béarn         | Biarritz A.C              | Dominique Boutineau Sabalette Gabriel Borra              | Bagnères-de-Bigorre      | Bruguières Lavignasse Piou-Labat                           | 50/28 |
| 16/08/1964 | Bidart                  | Kostakoak de Bidart       | Gérard Garat Gonzales Jean Salle-Mazou                   | Biarritz A.C             | Dominique Boutineau Sabalette Gabriel Borra                | 50/40 |
| 10/08/1963 | Pau                     | Club Français du Chistera | Jean-Claude Jasa Perez Laroche                           | Kostakoak de Bidart      | Gérard Garat Jean Salle-Mazou Elhorga                      | 50/23 |
| 11/08/1962 | Saint-Jean-Pied-de-Port | Club Français du Chistera | Jean-Claude Jasa Perez Laroche                           | Section Paloise          | Teixeira Lavignasse Piou-Labat                             | 50/34 |
| 07/08/1961 | Bayonne                 | S.A Mauléonais            | Aragues Abeberry Louragot                                | BNCI Paris               | Migeon Devos Poueydemange                                  | 50/40 |
| 08/08/1960 | Bidart                  | S.A Mauléonais            | Aragues Abeberry Louragot                                | BNCI Paris               | Migeon Devos Poueydemange                                  | 50/25 |
| 08/08/1959 | Pau                     | Stade Salisien            | Del Cotto Lagourdette Pierre                             | S.A Mauléonais           | Aragues Landarrabilco Louragot                             | 50/35 |
| 09/08/1958 | Saint-Jean-Pied-de-Port | S.A Mauléonais            | Aragues Landarrabilco Louragot                           | Stade Salisien           | Del Cotto Lagourdette Pierre                               | 50/40 |
| 10/08/1957 | Salies-de-Béarn         | Stade Salisien            | Del Cotto Lagourdette Pierre                             | S.A Mauléonais           | Aragues Landarrabilco Louragot                             | 50/47 |
| 05/08/1956 | Saint-Jean-De-Luz       | Stade Salisien            | Del Cotto Lagourdette Pierre                             | Biarritz A.C             | Lafourcade Espinoza Peilho                                 | 60/52 |
| 15/08/1955 | Pau                     | Biarritz A.C              | Lafitte Biere Peilho                                     | Stade Salisien           | Del Cotto Lagourdette Pierre                               | 60/57 |
| 08/08/1954 | Saint-Jean-Pied-de-Port | Olharroa Guéthary         | Narbaitz André Labadie Hirigoyen                         | Girondins de Bordeaux    | Sagardoy Gibert Blaya                                      | 60/53 |
| 23/08/1953 | Bayonne                 | Olharroa Guéthary         | Jean Olassaguire Martin Galardi Larchus                  | Girondins de Bordeaux    | Sagardoy Gibert Blaya                                      | 60/37 |
| 03/08/1952 | Saint-Jean-Pied-de-Port | Olharroa Guéthary         | Jean Olassaguire Martin Galardi Larchus                  | Stade Salisien           | Jean-Charles Morlaas Maurice Lansalot Robert Mousseigt     | 60/55 |
| 23/08/1951 | Bayonne                 | Arin Luzien               | Pierre Bichendaritz Charles Henry Larregain              | Section Paloise          | Marcel Estibotte Georges Comat Loustaudine                 | 60/53 |
| 26/08/1950 | Pau                     | Section Paloise           | Marcel Estibotte Georges Comat Loustaudine               | Stade Salisien           | Jean-Charles Morlaas Maurice Lansalot Robert Mousseigt     | 60/57 |
| /08/1949   |                         | Arin Luzien               | Pierre Bichendaritz Charles Henry Larregain              | Section Paloise          | Barthe Artigou Loustaudine                                 | 60/   |
| 29/08/1948 | Saint Jean de Luz       | Section Paloise           | Marcel Estibotte Artigou Loustaudine                     | Olharroa Guéthary        | Narbaitz Antsotéguy Larregain                              | 60/46 |
| 04/09/1947 | Salies-de-Béarn         | Section Paloise           | Marcel Estibotte Martinez Loustaudine                    | Stade Salisien           | Jean-Charles Morlaas Maurice Lansalot Larroudé             | 60/57 |
| 25/08/1946 |                         | Section Paloise           | Marcel Estibotte Martinez Loustaudine                    | S.A Mauléonais           | Justin Aguer Biscay Recalt                                 | 60/54 |
| 26/08/1945 | Saint-Jean-de-Luz       | Section Paloise           | Marcel Estibotte Martinez Lichanot                       | S.A Mauléonais           | Justin Aguer Biscay Recalt                                 | 60/58 |
| 02/09/1943 | Salies-de-Béarn         | Section Paloise           | Barthe Martinez Chatelin                                 | S.N Bayonne              | Toulet Saint-Martin Saleza                                 | 60/44 |
| 05/09/1942 | Cambo-les-Bains         | S.A Mauléonais            | Justin Aguer Biscay Recalt                               | S.C.U.F Paris            | Tournier De Bousquet Moreux                                | 60/33 |
| 05/09/1942 | Cambo-les-Bains         | S.A Mauléonais            | Justin Aguer Biscay Recalt                               | S.C.U.F Paris            | Tournier De Bousquet Moreux                                | 60/33 |
| 07/09/1941 | Saint-Jean-Pied-de-Port | Olharroa Guéthary         | Albert Harispe Toulet Magescas                           | Goïzeko Izarra           | Garbayo Loustalot Ithurralde                               | 60/44 |
| 04/09/1938 | Hasparren               | Section Paloise           | Marcel Estibotte Georges Comat Lichanot                  | Royan O.C                | Roberty Laurens François                                   | 60/50 |
| 02/09/1937 | Biarritz                | Stade Français            | Lecolle Wolff Dufourcq-Brana                             | Olharroa Guéthary        | Guillaume Antsotéguy Halsouet                              | 60/57 |
| 31/08/1936 | Tardets-Sorholus        | S.A Mauléonais            | Justin Aguer Jean Vigneau Recalt                         | Biarritz Olympique       | Saint-Martin Latapy Saleza                                 | 60/37 |
| 02/09/1935 | Saint-Jean-Pied-de-Port | S.A Mauléonais            | Justin Aguer Jean Vigneau Recalt                         | Olharroa Guéthary        | Albert Harispe Toulet Magescas                             | 60/57 |
| 03/09/1934 | Biarritz                | S.A Mauléonais            | Justin Aguer Jean Vigneau Recalt                         | Section Paloise          | Barthe Popin Martinez                                      | 60/59 |
| 07/09/1933 | Cambo-les-Bains         | Olharroa Guéthary         | Albert Harispe Toulet Magescas                           | S.A Mauléonais           | Justin Aguer Jean Vigneau Recalt                           | 60/48 |
| 01/09/1932 | Salies-de-Béarn         | S.A Mauléonais            | Justin Aguer Joseph Etcheverry Recalt                    | Section Paloise          | Popin Martinez Saleza                                      | 60/47 |
| 31/08/1931 | Saint-Jean-Pied-de-Port | S.A Mauléonais            | Justin Aguer Joseph Etcheverry Recalt                    | J.S Tarbaise             | Henri Prat Firmin Prat Georges Prat                        | 60/32 |
| 01/09/1930 | Biarritz                | Olharroa Guéthary         | Albert Harispe Jean Gelos Magescas                       | S.A Mauléonais           | Justin Aguer Joseph Etcheverry Etcheverry                  | 60/39 |
| 05/09/1929 | Salies-de-Béarn         | Olharroa Guéthary         | Albert Harispe Jean Gelos Magescas                       | Stade Français           | Barthe Beigbeder Fromont                                   | 60/34 |
| 30/08/1928 | Cambo-les-Bains         | Olharroa Guéthary         | Albert Harispe Jean Gelos Magescas                       | U.S Cambo                | Martinez Prévot Haritchelar                                | 60/59 |
| 29/08/1927 | Biarritz                | Olharroa Guéthary         | Albert Harispe Jean Gelos Magescas                       | U.S Cambo                | Martinez Toulet Haritchelar                                | 60/40 |
| 09/09/1926 | Salies-de-Béarn         | Olharroa Guéthary         | Albert Harispe Jean Gelos Fernand Hirigoyen              | Section Paloise          | Barthe Prat Capdebosc                                      | 60/47 |
| 31/08/1925 | Saint-Jean-Pied-de-Port | Olharroa Guéthary         | Albert Harispe Jean Gelos Fernand Hirigoyen              | Paris Pelote Basque      | Courtade Brunhès Saleza                                    | 60/33 |
| 07/09/1924 | Saint-Jean-de-Luz       | S.A Mauléonais            | Joseph Etcheverry Etchandy Amarant de Souhy              | Biarritz Olympique       | Sébédio Fernand Hirigoyen Courtade                         | 60/14 |
| 10/09/1923 | Mauléon-Licharre        | S.A Mauléonais            | Joseph Etcheverry Etcheverry Amarant de Souhy            | Biarritz Olympique       | Prévost Fernand Hirigoyen                                  | 60/45 |
| 21/09/1922 | Biarritz                | Olharroa Guéthary         | Albert Harispe Jean Gelos Magescas                       | S.A Montrouge            | C.Prévost Bersia Eliçagaray                                | 60/30 |
| 31/09/1921 | Paris                   | Amicale Donibandarrak     | J. Sébédio G. Sébédio Etchebaster                        | Stade Français           | Roederer Courtade Bondoux                                  | 60/42 |
| 14/09/1920 | Guéthary                | Biarritz Olympique        | Albert Harispe Saint-Martin Dupleix                      | S.A Mauléonais           | Amarant de Souhy Jean Etcheverry                           | 60/49 |
| 21/09/1913 | Guéthary                | Biarritz Stade            | Bernard D'Elbée Christian D'Elbée Pascal Apesteguy       | Club Athlétique XIV°     | Beigbeder Pancho Nardin Vogt                               | 60/49 |
| 15/08/1912 | Anglet                  | Aviron Bayonnais          | C.Prévost Prévost Fernand Hirigoyen                      | Club Athlétique XIV°     | Feneau Pancho Nardin Vogt                                  | 60/11 |
| 01/10/1911 | Guéthary                | Cercle Basque de Toulouse | Bernard D'Elbée Christian D'Elbée Pascal Apesteguy       | Biarritz Stade           | Dupleix B.Apesteguy Puchulu                                | 60/42 |
| 29/08/1910 | Anglet                  | Biarritz Stade            | Bernard D'Elbée Christian D'Elbée Doyhénart              | S.C.U.F Paris            | Duhart Castagnet Bellet                                    | 60/   |
| 15/08/1909 | Bordeaux                | S.C.U.F Paris             | Duhart Castagnet Bellet                                  | Biarritz Stade           | Bernard D'Elbée Christian D'Elbée Carbonel                 | 60/58 |
| /08/1908   | Bordeaux                | S.C.U.F Paris             | Duhart Castagnet Bellet                                  | Aviron Bayonnais         |                                                            | 60/   |